# یاسنی (باشقیرستان)
یاسنی (انگلیسی: Yasny, Republic of Bashkortostan) یک شهرک در شهرستان اوفیمسکی استان باشقیرستان کشور روسیه است.